# Командна робота (програмне забезпечення)
Twproject - це вебінструмент для управління проектами та груповою роботою, розроблений Open Lab, Італійський IT-відділ програмного забезпечення, заснований в 2001 році. Він виграв 17-ту нагороду Jolt Productivity Award в категорії управління проектами. Він широко використовується в університетах як навчальний інструмент на курсах  управління проектами. Його використовують Canonical Ltd., Oracle Corporation, General Electric і багато інших компаній, починаючи від корпорацій до невеликих стартапів.

## Філософія
Кожна компанія має свою власну організацію і свій спосіб роботи. Ухвалення інструменту управління проектами - це момент змін, які можуть зіткнутися з опором всередині команд. Цей опір можна подолати, тільки якщо програмне забезпечення приносить реальні переваги будь-якому користувачеві, а не тільки керівникам проектів. Twproject, адаптуючись до потреб будь-якої компанії, забезпечує цінну підтримку в зборі інформації про структуровані проекти. Інструмент, охоплений і широко використовуваний командами, дозволяє збирати узгоджені і оновлені дані. Twproject був створений з дружнім, простим у використанні і привабливим інтерфейсом. Його основа побудована на аналітичних інструментах для глибокого управління проектами. Корпоративне серце в простій у використанні оболонці.

## Історія
- Квітень 2001 - Ідея Teamwork прийшла до засновників Open Lab через необхідність долати інструменти PM, що використовувалися в той час. Він був створений в Microsoft ASP і Adobe Flash.
- Листопад 2002 - Open-Lab вирішила перейти від Flash до HTML і від ASP до Java-JSP. Розпочато розробку Teamwork 2.
- Червень 2004 - Випущена Teamwork 2 з використанням кращих технологій з відкритим вихідним кодом, таких як Hibernate, jBlooming, dynamic CSS, Ajax.
- 7 січня 2005 - Teamwork  здійснюється з відкритим вихідним кодом під ліцензією LGPL; Залишається таким до червня 2006 віку 18 місяців): це популярний додаток для Sourceforge з 38.000 завантажень, охоплене привітанням, але підвисає.
- Квітень 2005- Open-Lab приймає рішення змінити комерційну стратегію фінансування розвитку спільної роботи версії 3.
- 6 червня 2006- Teamwork 3 нарешті вийшла (після 15 місяців розробки). Новий інтерфейс, безліч нових функцій, гнучка підтримка і багато іншого.
- 27 березня 2007-Teamwork виграє нагороду 2007 JOLT Productivity Awards за категорію управління проектами.
- Липень 2007- Розпочато розробку Teamwork 4: новий інтерфейс, розширене використання нових можливостей HTML, JS-орієнтованого інтерфейсу, початок використання jQuery.
- Лютий 2009- Teamwork 4.0 Випускається.
- Лютий 2010- Teamwork 4.4: сторінки проектів для вільного доступу, китайський інтерфейс. JQue отримує більше місця в Teamwork.
- Грудень 2010- Teamwork 4.6: випущений Мобільний модуль доступний для iPhone, Android, BlackBerry. Інтенсивне використання jQuery.
- Червень 2011- Teamwork  4.7: випущений lssue Kanban Organizer.
- Січень 2012- Розпочалася  робота по версії Teamwork  5.0. Більш легкий інтерфейс, розширене використання динамічних сторінок, простий інсталятор. Більш легша в навчанні. Включений редактор jouery Gantt і випущений безкоштовно для спільноти.
- Липень 2012- Teamwork 5 випущений, доданий безкоштовний онлайн-редактор Gantt.
- Листопад 2012- Teamwork 5.1 з новими деревами і поліпшеними моделями комплектування.
- Березень 2013- Teamwork 5.2 з більш сильною підтримкою налаштувань і японського інтерфейсу.
- Квітень 2013- Teamwork змінила свою назву на Twproject.
- Квітень 2014- Twproject 5.4 з переробленим і удосконаленим графіком Gantt.
- Август 2015- фінальний реліз Twproject 5.
- Вересень 2015- Twproject 6 з повністю переробленим  інтерфейсом.

## Особливості
- Управління проектами (за допомогою імпорту / експорту Microsoft Project) і редактор Gantt в форматі JSON;
- Використання компонентів jQuery Gantt;
- Відстеження часу. Кілька точок входу: панель, тижневий перегляд, проблеми, кнопки «Старт-стоп»;
- Планування ресурсів з щотижневим / щомісячним переглядом, огляд робочого навантаження, недоступність з порядку денного;
- Відстеження проблем (за допомогою Kanban), інтеграція з електронною поштою, цільові скриньки повідомлень;
- Конфігурація панелі моніторингу з налаштованим портлетами;
- Дошки повідомлень;
- Модуль Scrum;
- Управління зборами і часом, вкладені документи;
- Порядок денний (інтергріруется з iCal, Microsoft Outlook, Microsoft Entourage і Google Calendar);
- Управління документами, вилучені файлові системи з NTFS, FTP, SVN, S3 (Dropbox, Google drive);
- Мобільний додаток для iPhone, iPad, Android, Blackberry, Windows Phone.

## Інтеграція
Структура бази даних і відповідні джерела Java доступні з Sourceforge в GPL. Базовий JSON API доступний для простої інтеграції. Додатки виконуються в Java JDK 6 по об'єктно-реляційному порівнянні Hibernate
Стандартний дистрибутив використовує Apache Tomcat 6, але може працювати на будь-якому сервері додатків J2EE. Twproject тестується на цих серверах БД: MysOL, Oracle, SQL Server, Postgresql, HsOLDB, але, як використовує Hibernate, може працювати на багатьох інших. Існує простий графічний покроковий інсталятор для Windows, Mac, Linux і 32- або 64-розрядних процесорів, або пакетів ziphtar.gz / rpm.

## Зовнішні посилання
- Twproject website [Архівовано 26 Березня 2022 у Wayback Machine.]
- Open Lab website [Архівовано 13 Березня 2022 у Wayback Machine.]